# فتوولتائیک

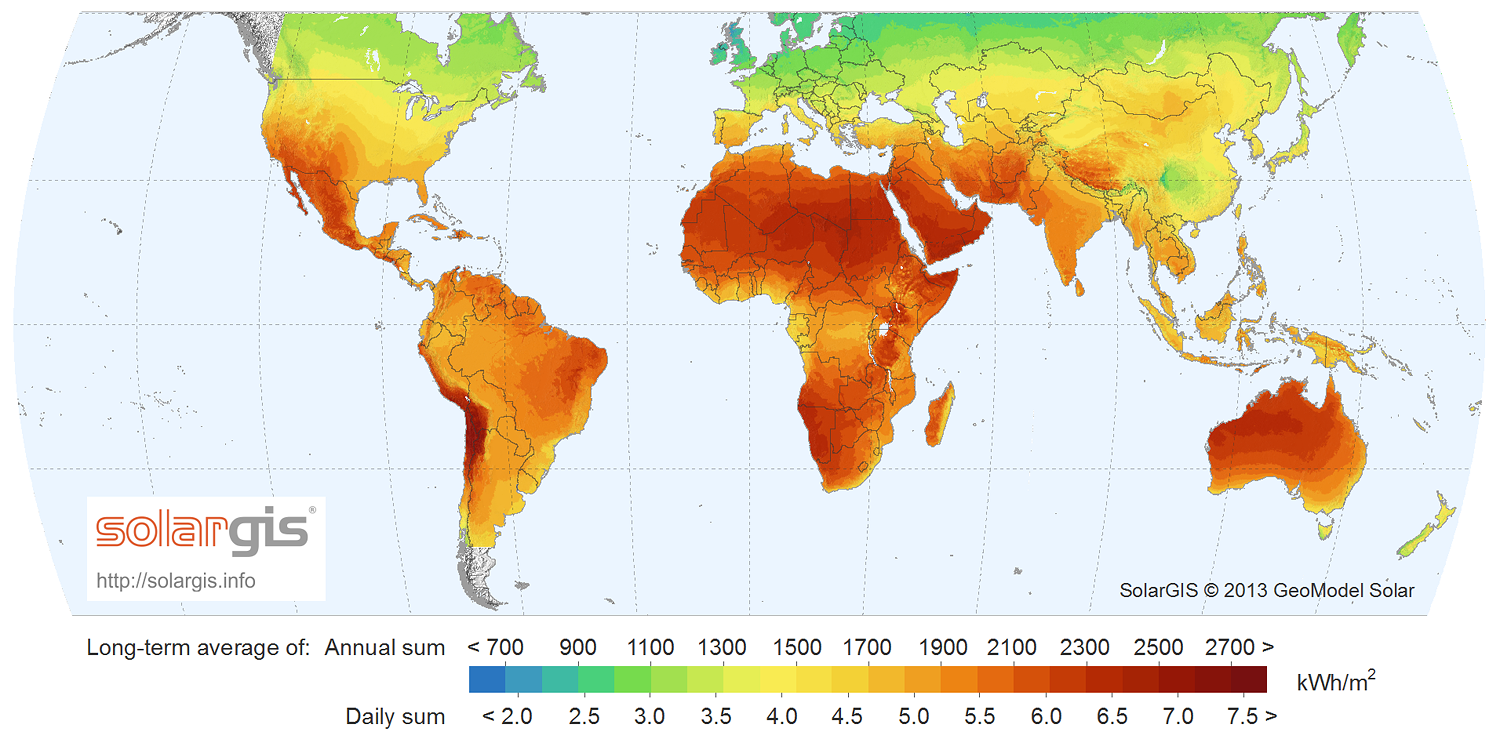
تابش خورشیدی

فُتوولتائیک (به انگلیسی: Photovoltaics)  یا فتوولتاوَری یا فتوولتایی به اختصار PV، فناوری تبدیل (انرژی) نور به الکتریسیته از راه استفاده از نیم‌رساناهایی است که ویژگی اثر فُتوولتایی دارند؛ پدیده‌ای که در زمینه‌های فوتوشیمی، فیزیک و الکتروشیمی مورد استفاده و بررسی است.
یک سامانه فتوولتایی با به‌کارگیری پنل‌های خورشیدی؛ که هرکدام‌شان را شماری از سلول‌های خورشیدی تشکیل می‌دهد، توان الکتریکی تولید می‌کند.
یکی از انواع سامانه‌های تولید برق از انرژی خورشیدی می‌باشد. در این روش با به‌کارگیری سلول‌های خورشیدی، تولید مستقیم الکتریسیته از تابش خورشید امکان‌پذیر می‌شود. سلول‌های خورشیدی از نوع نیم‌رسانا می‌باشند که از سیلیسیم یعنی دومین عنصر فراوان پوسته زمین ساخته می‌شوند. وقتی نور خورشید به یک سلول فتوولتایی می‌تابد، بین دو الکترود منفی و مثبت اختلاف پتانسیل ایجاد شده و این امر موجب جاری شدن جریان بین آن‌ها می‌گردد..
می‌توان فتوولتائیک را در دسته فناوری‌های انرژی‌های تجدید پذیر (نوشو) قرار داد.

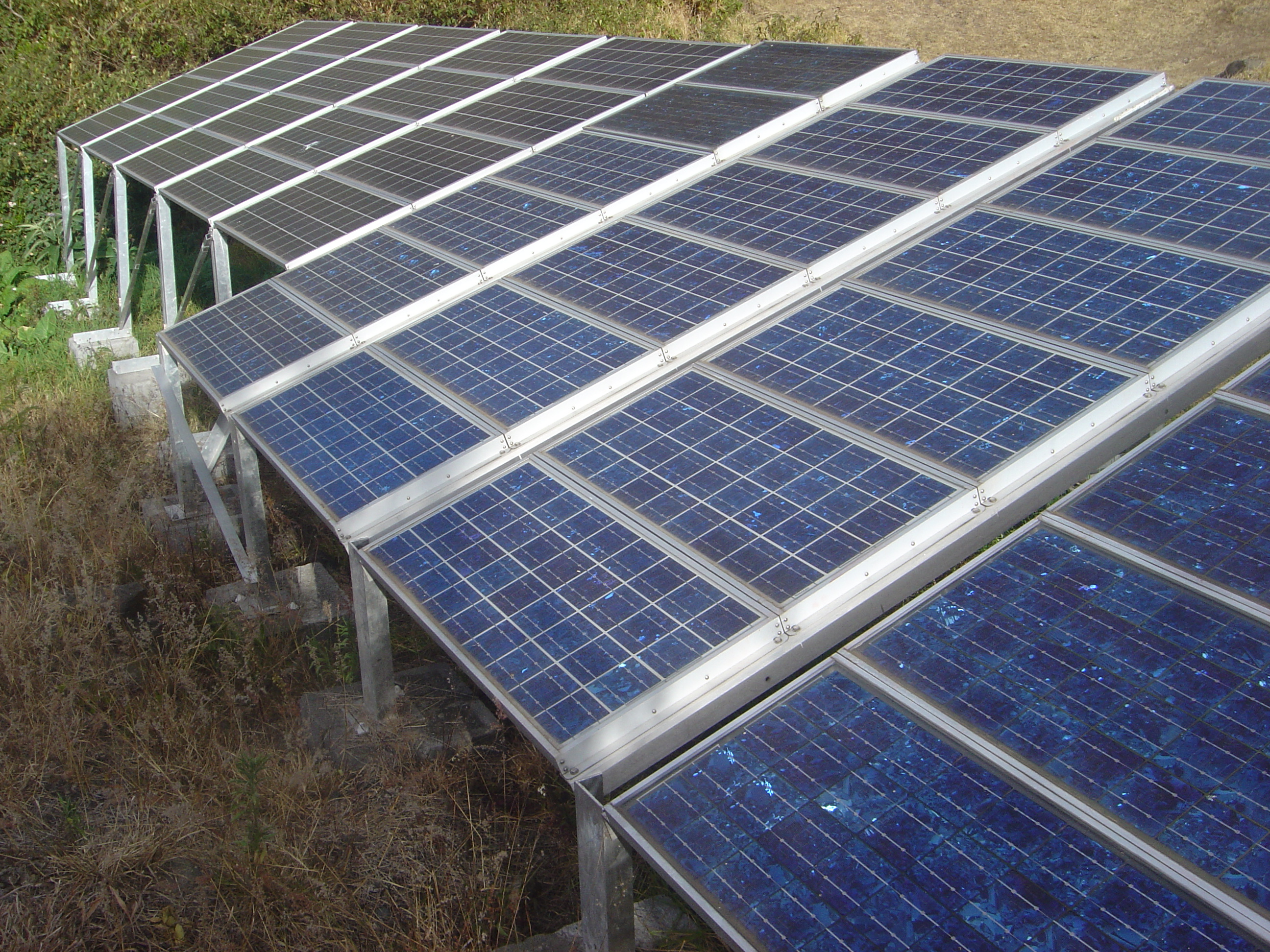

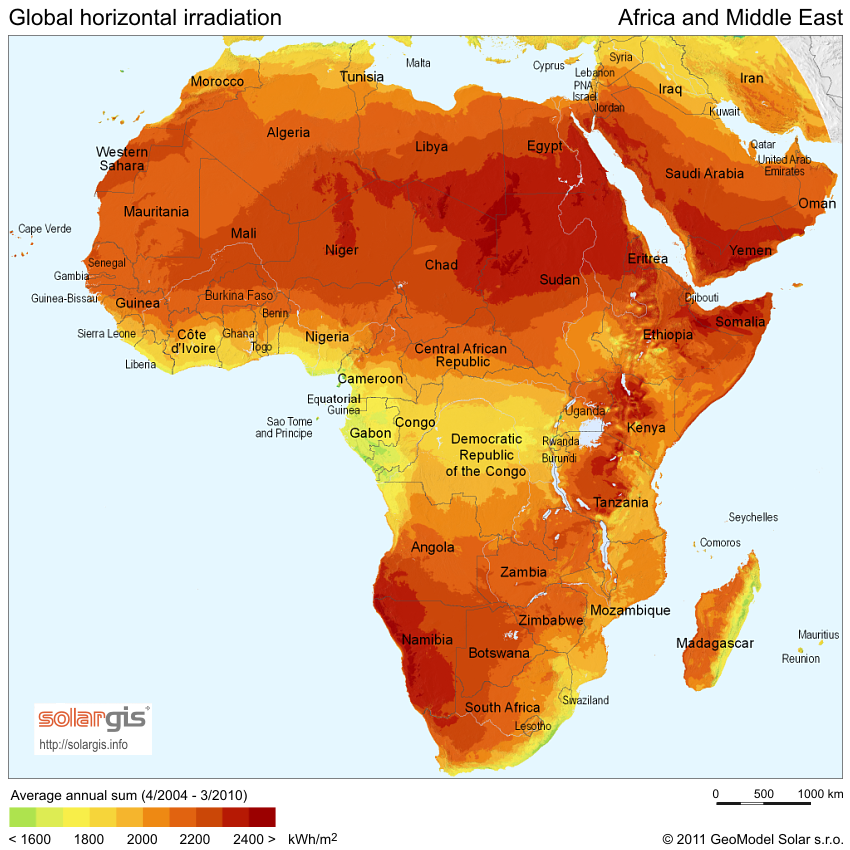
توان خورشیدی در آفریقا و خاورمیانه

## انرژی خورشیدی
مقدار انرژی تابشی خورشید بر روی کرهٔ زمین (در یک ساعت یا یک دقیقه) ۶٬۰۰۰ برابر کل مصرف انرژی‌های سالیانه بر روی زمین است که این مطلب نشان‌دهندهٔ اهمیت توجه به این منبع در تأمین نیازهای روزمرهٔ بشر است. اگر تا به حال انرژی خورشیدی رقیبی جدی برای سوخت‌های فسیلی محسوب نمی‌شده، به دلیل پایین بودن تاریخی قیمت سوخت‌های فسیلی بوده‌است. اگر چه هنوز هم فناوری استفاده از انرژی خورشیدی به بلوغ خود نرسیده‌است، اما رسیدن به این تکامل نزدیک است. بسیاری از کشورهای جهان در تلاشند تا با جایگزینی انرژی خورشیدی در تولید حرارت و الکتریسیته حداکثر استفاده از این منبع انرژی را به دست آورده و زیان‌های ناشی از مصرف سوخت‌های فسیلی را کاهش دهند.

## تاریخچهٔ فتوولتائیک
عبارت فتوولتائیک «Photovoltaic» ترکیبی از واژهٔ یونانی «Photos» به معنی نور با «Volt» به معنای تولید الکتریسیته از نور است. کشف اثر فتوولتایی به فیزیکدان فرانسوی آلکساندر ادمون بکرل نسبت داده می‌شود که در سال ۱۸۳۹ با چاپ مقاله‌ای (بکرل، ۱۸۳۹) تجربیات خود را با باتری تَر (به انگلیسی: Wet Cell) ارائه نمود. او مشاهده نمود که ولتاژ باتری وقتی که صفحات نقره‌ای آن تحت تابش نور خورشید قرار می‌گیرند، افزایش می‌یابد.
اما نخستین گزارش از پدیدهٔ PV در یک مادهٔ جامد در سال ۱۸۷۷ بود، وقتی‌که دو دانشمند کمبریج آر.ئی. دی و دبلیو. جی. آدامز در مقاله‌ای به انجمن سلطنتی تغییراتی که در خواص الکتریکی سلنیم وقتی که تحت تابش نور قرار می‌گیرد را، توضیح دادند (آدامز و دی، ۱۸۷۷).
در سال ۱۸۸۳ چارلز ادگار فریتس که یک مهندس برق اهل نیویورک بود، یک سلول خورشیدی سلنیمی ساخت که از برخی جهات شبیه به سلول‌های خورشیدی سیلیکونی امروزی بود. این سلول از یک ویفر نازک سلنیم تشکیل شده بود که با یک توری از سیم‌های خیلی نازک طلا و یک ورق حفاظتی از شیشه پوشانده شده بود. اما سلول ساخت او خیلی کم‌بازده بود. (بازده یک سلول خورشیدی عبارت از درصدی از انرژی خورشیدی تابیده به سطح آن می‌باشد که به انرژی الکتریکی تبدیل شده باشد.) کمتر از ۱٪ انرژی خورشیدی تابیده شده به سطح این سلول ابتدایی به الکتریسیته تبدیل می‌شد. با وجود این، سلول‌های سلنیمی سرانجام در نورسنج‌های عکاسی به‌طور وسیعی بکار گرفته شد.

## سلول‌های خورشیدی

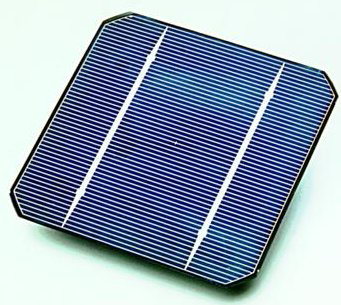
یک سلول خورشیدی

عنصر اصلی فناوری فتوولتاییک، سلول خورشیدی است. سلول‌های فتوولتایی (پی‌وی) که عموم آن را با نام سلول‌های خورشیدی می‌شناسند، از مواد نیم‌رسانای حالت جامد تشکیل شده‌اند. سیلیسیم، عمومی‌ترین مادهٔ نیم‌رسانا است که به واسطهٔ فراوانی آن در سلول‌های پی‌وی مورد استفاده قرار می‌گیرد. اگر چه سیلیسیم عنصر فراوانی است و درصد زیادی از پوستهٔ زمین را تشکیل می‌دهد، ولی سلول‌های سیلیسیمی به خاطر فرایند ساخت و خالص‌سازی سیلیسیم، قیمت بالایی دارند.
سلول‌های فتوولتائیک با استفاده از پرتؤ خورشید و سلول‌های خورشیدی، و با ایجاد اختلاف فشار الکتریکی در نیم‌رساناهایی که به‌طور مناسب ساخته شده‌اند الکتریسیته تولید می‌شود. امروزه مؤثرترین و ارزان‌ترین سلول‌های خورشیدی ماده‌ای به نام سیلیسیم می‌باشد. ماسه یکی از منابع مهم سیلیس بوده که پس از پالایش آن بلورهای سیلیسیم به‌دست می‌آید و پس از بریده شدن به صورت صفحه آماده می‌شود. به عبارت دیگر سلول‌های فتوولتائیک که گاه نام سلول‌های خورشیدی نیز به آن گفته می‌شود از پولک‌هایی ساخته می‌شوند که نور را مستقیماً به الکتریسیته تبدیل می‌کند. این پولک‌ها همانند ترانزیستور معمولاً از لایه‌های نازک یک مادهٔ نیم‌رسانا مانند سیلیسیم با مقادیر کمی افزودنی‌های خاص به منظور ایجاد مازادی از الکترون در یک لایه و کمبودی از الکترون در لایهٔ دیگر ساخته می‌شوند.
فوتون‌های نور در یک لایه الکترون‌های آزاد را به وجود می‌آورند و یک رشته هادی، الکترون‌ها را قادر می‌سازد که در یک مدار خارجی جریان یافته و به لایه‌هایی که فاقد الکترون است دسترسی پیدا کنند. پنل‌های فتوولتائیک از نیم‌رساناها ساخته شده و با اتصال سیلیسیم‌های نوع P و N شکل می‌گیرند. وقتی نور خورشید به یک سلول فتوولتائیک می‌تابد، به الکترون‌ها در آن انرژی بیشتری می‌بخشد. با تابش نور خورشید الکترون‌ها در نیم‌رسانا پلاریزه شده، الکترون‌های منفی در سیلیسیم نوع N و یون‌های مثبت در سیلیسیم نوعP به‌وجود می‌آیند. بدین ترتیب بین دو الکترود، اختلاف پتانسیل بروز کرده و این امر موجب جاری شدن جریان بین آن‌ها می‌شود.
از آنجا که سلول‌های پی‌وی کوچک، شکننده بوده و تنها مقدار کمی برق تولید می‌کنند آن‌ها را به صورت مدول شکل می‌دهند. مدل‌ها در اندازه‌های متنوع عرضه می‌گردند ولی برای سهولت جابجایی ابعاد آن‌ها به ندرت از ۹۰ سانتیمتر عرض در ۱۵۰ سانتی‌متر طول تجاوز می‌کند. هنگامی که دو سلول با مدول در یک ردیف متصل می‌گردند ولتاژ آ ن‌ها دو برابر می‌شود و هنگامی که به صورت موازی به یکدیگر متصل می‌شوند جریان برق آن دو برابر می‌گردد.

### اجزای سامانه‌های فتوولتائیک
اجزا کلی یک سامانه‌های فتوولتائیک عبارتند از:
صفحه‌ها (پنل‌های) خورشیدی، باتری‌های ذخیره، مبدل برق مستقیم به متناوب، دستگاه کنترل‌کننده، سازهٔ فلزی یا ساختمانی، کابل‌های ارتباط.

### پنل‌های خورشیدی
عبارتند از تعدادی ماژول که به هم متصل شده‌اند و از اجتماع پانل‌ها آرایه‌ها به وجود می‌آیند.
آرایه‌های فتوولتائیک به‌طور کلی به دو حالت سری یا موازی به هم متصل می‌شوند. این آرایه‌ها به حالت ثابت یا ردیاب متحرک که بنابر فصل با زاویه تابش خورشید خود را تطبیق می‌دهند، نصب می‌شوند. ردیاب‌ها بر دو نوع هستند، ردیاب‌هایی که بر روی یک محور یا بر روی دو محور دوران می‌کنند و ردیاب‌ها همواره پانل‌های خورشیدی را در جهت تابش خورشید نگاه داشته بنابراین موجب افزایش راندمان خروجی پانل‌ها تا ۲ برابر می‌شوند.

### باتری
بانک باتری معمولاً ۱۲ ولتی بوده و تعدادی باتری را شامل می‌شود و به صورت سری به هم متصل شده و ولتاژ مورد نیاز سامانه را تأمین می‌نماید. در سامانه‌های منفصل از شبکه، انرژی ذخیره شده در باتری‌ها، در هنگام شب یا مواقع ضروری دیگر به کار گرفته می‌شود. در سامانه‌های پشتیبانی در مواقع قطع برق شبکهٔ سراسری از باتری استفاده می‌شود، سامانه‌های متصل به شبکه نیازی به باتری ندارند.

### مبدل
برق تولیدی توسط پانل‌های خورشیدی به صورت DC بوده و با کمک مبدل‌ها به برق AC تبدیل می‌گردد. مبدل‌ها در انواع و سایزهای مختلفی ساخته می‌شوند و برخی از آن‌ها بازده بسیار بالایی دارند.

### دستگاه کنترل شارژ باتری
دستگاه کنترل شارژ باتری در سامانه‌های فتوولتائیک منفصل از شبکه، به منظور جلوگیری از تخلیه کامل باتری‌ها یا شارژ بیش از حد باتری‌ها به کار می‌رود. کلیهٔ سامانه‌های استاندارد منفصل از شبکه خورشیدی خانگی دارای دستگاه کنترل شارژ باتری هستند.

### سازه‌های فلزی یا ساختمانی
از اجزاء اصلی سامانه‌های فتوولتائیک بوده و نگهدارنده ماجول در جهت و زاویه خاص به سمت نور خورشید هستند. جنس سازه‌های ساختمانی از فلز یا مواد مصنوعی مقاوم در برابر عواملی نظیر باد و بارندگی می‌باشد. سازه‌های ساختمانی متناسب با موقعیت استقرار سامانه‌های فتوولتائیک طراحی و انتخاب می‌گردند.

### انواع سامانه‌های فتوولتایی
دو نوع اصلی از سامانه‌های فتوولتائیک (پی‌وی) برای استفاده در ساختمان‌ها وجود دارد: منفرد و متصل به شبکه. هنگامی که اتصال به شبکه برق ممکن نبوده یا مورد دلخواه نباشد نیاز به یک سامانه منفرد می‌باشد. در چنین مواردی برای تأمین برق به هنگام شب یا در روزهای ابری و نیز هنگام نیاز به حداکثر مقدار برق نیاز به چند انباره می‌باشد. اندازه آرایه‌های پی‌وی طوری تنظیم می‌شود که هم بارهای معمول روز هنگام و هم شارژ انباره‌ها را مهار کنند. در یک سامانه متصل به شبکه، برای تغییر جریان مستقیم از آرایه پی‌وی به جریان متناوب (AC)با ولتاژ مناسب شبکه نیاز به یک مبدل می‌باشد. باید توجه داشت که در این حالت نیازی به انباره وجود ندارد و بدین ترتیب صرفه جویی قابل توجهی هم در هزینه و هم در نگهداری سامانه، ایجاد خواهد شد. در سامانه‌های منفرد، الکتریسیته مازادی که در طول روز تولیده شده‌است برای استفاده در شب یا روزهای تاریک و ابری در انباره‌ها ذخیره می‌گردد. از آنجا که قیمت مبدل‌ها و سلول‌ها و انباره گران می‌باشد، یک سامانه ترکیبی (هیبریدی) که از نیروی باد استفاده می‌کند اغلب مکمل ایدئال برای سامانه پی‌وی می‌باشد چرا که نه تنها در طول شب باد می‌وزد بلکه در هوای بد نیز معمولاً باد قابل توجهی وجود دارد. علاوه بر آن در زمستان، زمانی که انرژی خورشیدی کمی برای برداشت وجود دارد هوا معمولاً باد خیزتر از تابستان می‌باشد. با این حال تمام مناطق برای استفاده از نیروی باد مناسب نیستند.

### جهت‌گیری پنل‌های فتوولتائیک
حداکثر جمع‌آوری امواج تابشی خورشید زمانی اتفاق می‌افتد که گردآور (کلکتور)، عمود بر پرتوهای تابش مستقیم باشد. از آنجا که خورشید هم به صورت روزانه و هم سالانه حرکت می‌کند تنها یک گردآور لولایی دو محوری می‌تواند میزان جذب را در طول سال به حداکثر برساند. با این حال گردآوری‌های لولایی تنها در اقلیم‌های خشک که اکثراً دارای پرتوهای تابشی مستقیم می‌باشند می‌تواند برتری داشته باشد و حتی در آنجا نیز ۱۰ تا ۲۰ درصد امواج تابشی خورشید به صورت پخشی است. در اکثر اقلیم‌های آفتابی و مرطوب، حدود یک دوم امواج تابشی خورشید
مستقیم می‌باشد درحالی‌که در اقلیم‌های ابری ۸۰٪ یا بیشتر از امواج تابشی، پخشی می‌باشد. در صورت یکپارچگی با ساختمان نیز می‌بایست جهت‌گیری و زاویه مناسبی را مورد توجه قرار داد. بهترین زاویه برای یک آرایه پی‌وی اساساً تابع زمانی از سال است که بیشترین مقدار برق در آن مورد نیاز می‌باشد. اقلیم‌های گرم بیشترین الکتریسیته را در طول تابستان و برای تهویه مطبوع نیاز دارند درحالی‌که اقلیم‌های سرد نیاز به حداکثر الکتریسیته در زمستان و برای پمپ‌ها و پنکه‌های سامانه‌های گرمایش و روشنایی دارند. معمولاً جهت‌گیری مطلوب در نیم کره شمالی رو
به جنوب می‌باشد با این حال تا ۲۰ درجه به سمت شرق یا غرب از جهت جنوب افت بسیار ناچیزی در سامانه وجود
دارد با این وجود مقدار بارهای روزانه می‌تواند بر جهت‌گیری تأثیرگذارند.

### فتوولتائیک یکپارچه ساختمان (Bipv)
فتوولتاییک (pv) امروزه می‌تواند در ساختمان‌های موجود و جدید استفاده شود. کاربرد آن در پوشش ساختمان بسیار متنوع بوده و راه‌های جدیدی به سوی طراحان خلاق می‌گشاید. با توجه با این که منبع تغذیه سلول‌های فتوولتائیک نور خورشید می‌باشد، لذا محل قرارگیری سلول‌ها، جداره‌هایی از ساختمان است که زمینه مناسبی برای تابش مستقیم نور خورشید دارا باشند. از این رو محل استفاده تایل‌های فتوولتائیک، غالباً نماهای بیرونی و سطوح خارجی بام ساختمان می‌باشد. سلول‌های فتوولتائیک در شیشه‌هایی به رنگ‌های مختلف ساخته می‌شوند، به‌طوری‌که مهندسان معمار می‌توانند آن‌ها را علاوه برکارکرد اصلی، برای زیباسازی ساختمان‌ها نیز به کارگیرند. این سلول‌ها این قابلیت را دارند که بین۸۰٪ تا ۹۰٪ نور خورشید را از خود عبور دهند. این کیفیت باعث می‌شود که پنجره‌های مجهز به سلول‌های خورشیدی بتوانند به خنک ماندن هوای داخل خانه در تابستان کمک کنند و علاوه بر زیبا نمودن نمای ساختمان، انرژی الکتریسیته مورد نیاز را تهیه کنند.

### صفحات نمای ساختمان
نماها اکثریت سطح پوسته یک ساختمان را اشغال می‌کنند. در حقیقت یک نما نخستین احساس بصری از ساختمان را به بینندگان خود انتقال می‌دهد و معماران بنا نیز با استفاده از نما به بیان ایده‌ها و ترجمه خواسته‌های کارفرما با زبانی ویژه از شکل و رنگ می‌پردازند. مدول‌های استاندارد فتوولتائیک می‌توانند به دیوار موجود ساختمان
برای تأمین نمایی موفق به لحاظ زیبا شناختی متصل گردند. این واحدها بدون نیاز به عایق به سازه متصل
می‌شوند که این عمل توسط زیرسازی شبکه‌ای در مدول‌های فتوولتائیک صورت می‌گیرد، بنابراین سامانه‌های فتوولتائیک می‌توانند به عنوان بخش مهمی از عناصر نمای ساختمان مطرح شوند. چهره اصلی یک لایه فتوولتائیک به عنوان مصالح پوششی، شبیه یک شیشه رنگی است. لایه‌های فتوولتائیک حفاظت طولانی مدت در برابر شرایط جوی را تأمین و می‌توانند در هر اندازه، شکل، طرح و رنگی، برش و تهیه شوند و حتی قسمتی از نور روز را نیز به داخل ساختمان برسانند. این عناصر ساختمانی می‌توانند به عنوان صفحات ساده نما، عناصر چند عملکردی برای نماهای سرد و گرم، به عنوان سامانه سایه انداز یا بازشو عمل نمایند.

### نماهای نیمه شفاف
ورقهای فتوولتائیک همانند پنجره‌ها می‌توانند کارکرد شفافیت و پشت نمایی خود را از دو طریق انجام دهند.
سلول فتوولتائیک به تنهایی می‌تواند بسیار ظریف یا لیزری بوده و از این طریق ۲۰ تا ۵۰ درصد امکان دید فیلتر شده‌ای را فراهم کند. مدول‌های سیلیکون غیر بلوری نیمه شفاف، ویژه این کارکرد، تهیه می‌شوند از سوی دیگر،
سلول‌های بلورین نیز در روشی مشابه می‌تواند در عین ایجاد فیلتر دید، فضای داخلی را روشن سازند. حتی با اضافه
نمودن لایه‌هایی از شیشه به واحد اصلی از فتوولتائیک نیمه شفاف، عایق حرارتی و صوتی نیز برای نیازهای ویژه ساختمان تأمین می‌شود.

### سامانه‌های سایبان
در معماری امروز نیاز شدیدی برای سامانه‌های سایه انداز در بازار ساختمان وجود دارد که منجر به استفاده وسیع
از بازشوهای بزرگ و پرده‌ها یا سایبان‌های دیگر می‌گردد. در این میان فتوولتائیک‌ها با اشکال مختلفی می‌توانند
به عنوان سایبان در بالای پنجره‌ها یا بخشی از سازه بام استفاده شوند، البته به شرطی که استفاده از این سایبانها
منجر به تحمیل بار اضافی به سازه ساختمان نگردد. سامانه‌های سایه انداز فتوولتائیک می‌توانند به گونه‌ای و در
جهتی آرایش یابند که در آن واحد، هم برای تولید بیشترین انرژی و هم برای تأمین درجات متغیری از سایه بکار روند.

### مصالح بام
بام‌ها برای فتوولتائیک‌ها بسیار ایدئال می‌باشند. چرا که معمولاً عوامل سایه ساز در پشت بام بسیار کمتر از سطح
زمین است و معمولاً بام، سطح بدون استفاده وسیعی را بدین منظور در اختیار می‌گذارد. یک بام شیبدار ایدئال برای
فتوولتائیک‌ها بامی است به سمت جنوب (در نیمکره شمالی) که زاویه‌ای معادل عرض جغرافیایی±۱۵برای بهترین تولید انرژی داشته باشد. در این خصوص بام‌های روبه جنوب شرقی و جنوب غربی نیز قابل قبولند. صفحات فتوولتائیک می‌توانند بر پشت بام بناهای موجود نیز به راحتی نصب گردند. یک روش زیبا برای استفاده از فتوولتائیک‌ها در بام ساختمان، استفاده از تایل‌ها یا توفال هایپی‌ویاست که امکان نصب راحت آن‌ها را توسط یک پیمانکار بام نظیر تایل‌های یا پوشال‌های دیگر پشت بام میسر می‌سازد. بام‌های مسطح نیز مزایایی همچون دسترسی مناسب و نصب آسان دارند. روش کلاسیک در این خصوص، چیدمان و آرایش واحدهای فتوولتائیک بر روی زیر ساختهای شبکه‌ای آن و سپس نصب آن‌ها بر روی بام می‌باشد. در این روش علاوه بر توجه ویژه در خصوص آرایش مدول‌ها و نصب آن‌ها که در بام شیبدار نیز صورت می‌گیرد، می‌بایست در مورد نیروی باد نیز تدابیر لازم اندیشیده شود. تجربیات و پیشرفت‌های اخیر در این زمینه سبب سبکی، سهولت و سرعت استعمال این سامانه‌ها گشته‌است. در حالت ایدئال سقف‌های شیبدار بهترین گزینه برای نصب پانل‌ها به‌شمار می‌روند. سقف‌های دندانه‌ای از سقف‌های مسطح بهتر هستند، چرا که قسمت‌هایی از سقف که رو به شمال قرار گرفته‌اند می‌توانند جهت ورود نور به فضا مورد استفاده قرارگیرند. در حالی که سطح جنوبی دندانه‌ها می‌تواند محلی برای نصب فتوولتایی‌ها باشد. پوشش فتوولتایی در سطح جنوبی همچنین می‌تواند با استفاده از پانل‌های نیمه شفاف انجام پذیرد که هم موجب ورود نور به فضا شده و هم جریان الکتریسته تولید نماید. اگر پانل‌ها همراه بدنه سقف طراحی شوند قطعاتی به شکل سفال خمیده یا تایل می‌توانند مورد استفاده قرار گیرند.

### نورگیرها
ساختار نورگیرها معمولاً مزایای انتشار نور در ساختمان را با تأمین سطحی باز برای نصب مدول‌های فتوولتائیک نوام می‌سازد. در این صورت عناصر فتوولتائیک می‌بایست نور و الکتریسیته را هم‌زمان تأمین کنند. بطوری‌که قطعات فتوولتائیک و سازه پشتیبان مورد استفاده برای این نوع کارکرد، مشابه نماهای نیمه شفاف هستند. این ساختار که می‌تواند از بیرون نیز نمایان گردد، طبقات و راهروهایی زیبا و جذاب از نور پدیدآورده و امکان طرح معماری مهیجی از نور و سایه فراهم می‌سازد.

### مزایا
1. فناوری فتوولتاییک بالغ، محکم و قابل اعتماد بوده، و هیچگونه اجزای متحرک نداشته و نیاز به نگهداری کمی دارد.
2. به سوخت یا شبکه تأمین سوخت نیاز ندارد.
3. نصب سامانه فتوولتایی نسبتاً آسان و سریع است، به‌خصوص سامانه‌های متصل به شبکه.
4. اجزاء مورد استفاده در سامانه‌های فتوولتایی طی استفاده‌های طولانی مدت، قابلیت اطمینان خود را ثابت کرده‌اند
5. به پرتو فرابنفش و آب و هوا مقاومند و تحمل دمای بالا را دارند.
6. به صورت ماژولی هستند و سامانه‌ها می‌توانند در هر سایزی وجود داشته باشند.
7. سامانه فتوولتایی مستقل می‌تواند توان را تقریباً در هر نقطه از سیاره زمین تأمین کند.
8. سامانه فتوولتایی تشعشعات گاز گلخانه‌ای و دی‌اکسید کربن را کاهش می‌دهد.
9. سامانه فتوولتایی عموماً آلودگی را کاهش می‌دهد.
10. سامانه فتوولتایی به حفاظت از منابع کمیاب کمک می‌کند.
11. فتوولتایی تقریباً در هر جایی، یک بازار به سرعت در حال رشد است که تجار تهای مختلف دیگر می‌توانند خود را در گوشه‌ای از آن جای دهند.

- ۱۲. عمر مفید بالایی دارد (بیش از ۲۰ سال)[۹]

### معایب
1. هزینه تولید برق توسط سلول‌های پی‌وی بیشتر از هزینه تولیدی برق ناشی از سوخت‌های فسیلی می‌باشد.
2. برق تولیدی از انرژی خورشیدی غیرقابل اعتماد بوده و همواره در دسترس نمی‌باشد و میزان تولیدات به شرایطی نظیر حالت وضعی خورشید، شرایط اتمسفر، ابری بودن و … بستگی دارد.
3. هزینه‌های اولیه نصب سامانه‌های پی‌وی زیاد است.
4. به منظور استفاده از انرژی خورشیدی در شب باید از باتری برای ذخیره‌سازی انرژی استفاده گردد.

- ۵. برای مصارف زیاد الکتریسیته، نیاز به مساحت زیادی برای نصب سلول‌های پی‌وی می‌باشد[۱۰]
- ۶. کمبود نیروهای متخصص و کارآمد برای طراحی و نصب سامانه‌هایپی‌وی[۱۱]

### کاربردها
از جمله موارد کاربرد سلول‌های فتوولتائیک عبارتند از:
تأمین انرژی مورد نیاز حصارهای الکتریکی، تأمین روشنایی مناطق دور افتاده، سامانه‌های مخابراتی از راه دور، پمپاژ کردن آب، سامانه‌های تصفیه آب، تأمین برق مناطق روستایی، ماشین حساب، ساعت و اسباب‌بازی‌ها، سامانه‌های اضطراری، یخچال‌های نگهداری واکسن و خون برای مناطق دورافتاده، سامانه‌های تهویه استخرها، ماهواره‌ها و تجهیزات فضایی.
به‌طور کلی کاربردهای سلول‌های فتوولتائیک را می‌توان به سه دسته طبقه‌بندی نمود:
1. کاربردهای متصل به شبکه
2. کاربردهای منفصل از شبکه
3. کاربردهای سامانه‌های پشتیبانی

### کاربردهای متصل به شبکه
طراحی سامانه‌های فتوولتائی متصل به شبکه، به گونه‌ای است که هم‌زمان و به‌طور متصل به شبکه برق سراسری عمل می‌نمایند. یکی از اجزاء اصلی سامانه‌های فتوولتائی متصل به شبکه، مبدل‌ها هستند که برق DC تولیدی توسط سلول‌های خورشیدی را متناسب با ولتاژ و توان شبکه برق منطقه‌ای به AC تبدیل نموده و در هنگام عدم نیاز، به‌طور خودکار انتقال نیرو را قطع می‌نماید. به‌طورکلی ارتباطی دو جانبه میان سلول‌های فتوولتائیک و شبکه انتقال نیرو وجود دارد به نحوی که اگر برق DC تولیدی توسط سامانه‌های فتوولتائیک بیش از نیاز سایت باشد، مازاد آن به شبکه برق سراسری تغذیه می‌گردد و در هنگام شب و مواقعی که به دلایل اقلیمی، امکان استفاده از نور خورشید وجود ندارد، بار الکتریکی مورد نیاز سایت توسط شبکه برق سراسری تأمین می‌گردد. همچنین در کاربردهای متصل به شبکه در صورتی که سامانه فتوولتائیک به دلایل تعمیراتی از مدار خارج گردد، برق مورد نیاز سایت از طریق شبکه برق سراسری تأمین خواهد شد.

### کاربردهای منفصل از شبکه سامانه‌های فتوولتائیک
طراحی سامانه‌های منفصل از شبکه به گونه‌ای است که مستقل از شبکه برق سراسری عمل نموده و غالباً جهت تولید بار الکتریکی DC یا AC طراحی می‌شوند. به منظور تولید برق توسط سامانه‌های منفصل از شبکه، می‌توان از توربین‌های بادی، ژنراتورها یا از شبکه برق سراسری به عنوان نیروی کمکی استفاده نمود، به این‌گونه سامانه‌ها، هیبرید فتوولتائیک گویند. در سامانه‌های منفصل از شبکه به منظور ذخیره انرژی و به‌کارگیری آن در هنگام شب یا مواردی که نور خورشید به اندازه کافی وجود ندارد از باتری استفاده می‌گردد.

### سامانه‌های پشتیبانی
مهمترین کاربرد سامانه‌های پشتیبانی فتوولتائیکی، در طی دوره قطع برق شبکه سراسری است. یک سامانه پشتیبانی فتوولتائیک کوچک تأمین‌کننده برق مورد نیاز تجهیزاتی همچون روشنایی، کامپیوتر، تلفن، رادیو، فاکس و … می‌باشد و سامانه‌های بزرگ‌تر می‌توانند برق مورد نیاز تجهیزاتی همچون یخچال را در زمان قطع برق تأمین نمایند.

## فناوری‌های مختلف سلول‌های خورشیدی
سامانه‌های فتوولتایی که در حال حاضر به صورت صنعتی تولید می‌شوند، از نظر فناوری به دو دسته کلی سیلیکون بلوری به عنوان فناوری نسل اول و فیلم-نازک به عنوان فناوری نسل دوم دسته‌بندی می‌گردد. سلول‌های سیلیکون بلوری به انواع تک‌بلوری، پلی‌بلوری و بلور نواری تقسیم می‌گردد. فناوری‌های کلیدی و مهم فیلم-نازک را نیز می‌توان شامل سیلیکون نابلورین (a-Si)، میکروبلوری، CIGS/CIS و CdTe دانست. نسل سوم سلول‌های فتوولتایی نیز که بیشتر در سطح آزمایشگاهی تولید می‌شوند و مراکز پژوهشی در حال توسعه آن‌ها می‌باشند، به سلول‌هایی گفته می‌شود که توانایی عبور از حد شاکلی-کوئیسر را دارند یعنی دارای بازده نامی بالاتر از ۳۲٪ می‌باشند. از انواع این سلول‌ها می‌توان به نانوسازه‌های سیلیکونی، مبدل‌های کاهشی/افزایشی، سلول‌های حامل داغ و سلول‌های ترموالکتریک یا شبکه داغ اشاره کرد.

## تولید سلول‌های خورشیدی در جهان
بازار جهانی تولید سلول‌های پی‌وی با رشد چشمگیری در حال پیشرفت است. این رشد از سال ۲۰۰۳ در حدود ۵۰٪ در سال بوده‌است. در سال ۲۰۰۶ ظرفیت تولید سلول‌های فتوولتایی در سطح جهان به ۲٬۵۲۰ مگاوات رسید. در این سال سهم سلول‌های فتوولتایی بلوری بیش از ۹۰٪ و سهم سلول‌های پی‌وی فیلم-نازک در حدود ۸٪ بوده‌است. با توجه به رشد سریعتر تولید سلول‌های پی‌وی فیلم-نازک (سالانه در حدود ۸۰٪) پیش‌بینی می‌گردد تا سال ۲۰۱۰ رقم سهم این سلول‌ها به ۲۵٪ تا ۳۰٪ برسد.
رقم تولید سلول‌های فتوولتایی در سال ۲۰۰۷ به بیش از ۳٫۴ گیگاوات رسیده‌است. در این بین شرکت‌های ژاپنی که با روند رو به کاهش سهم خود از تولید سلول‌های فتوولتایی در جهان مواجه هستند، در حدود ۲۶٪ بازار را در اختیار داشته‌اند. شرکت‌های چینی ولی با رشد خیره‌کننده از سهم ۲۰٪ در سال ۲۰۰۶ به ۳۵٪ در سال ۲۰۰۷ دست یافته‌اند.
ارزش بازار جهانی صفحات خورشیدی در سال ۲۰۲۰ برابر ۱۳۱٫۰ میلیارد دلار برآورد شده‌است و پیش‌بینی می‌شود این مقدار در سال ۲۰۲۷ به ۱۷۶٫۲ میلیارد دلار برسد. رقبای اصلی بازار صفحه خورشیدی ترینا سولار (چین)، کنیدین سولار (کانادا)، جینکو سولار (چین)، جی ای سولار هولدینگز (چین) ،هانوا کیو سلز (کره جنوبی)، ابروس گیرین (آلمان)، یینگلی سولار (چین)، سان پاور (آمریکا)، ابنگوئا سولار (اسپانیا)، و ای سولار (آمریکا) هستند.

## نصب سلول‌های خورشیدی در جهان

فتوولتائیک نصب شده

ظرفیت نصب شده فتوولتایی در جهان به سرعت در حال رشد است. این رقم در پایان سال ۲۰۱۱ به بیش از ۶۷٫۴ گیگاوات برابر با ۰٫۵٪ تقاضای جهانی انرژی برق رسیده‌است. از این مقدار، رقم ۲۷٫۷ گیگاوات به تنهایی در سال ۲۰۱۱ نصب شده‌است که رشدی ۶۷ درصدی را نسبت به سال ۲۰۱۰ نشان می‌دهد. در این بین، کشور آلمان به تنهایی با در دست داشتن ۳۷٪ ظرفیت نصب شده جهان به رقم ۲۴٫۷ گیگاوات در پایان سال ۲۰۱۱ رسیده‌است. شرکت های کره ای هم جزو پیشتازان این صنعت هستند (شرکت BIPV Korea) و پنل های خورشیدی جدیدی را برای نمای ساختمان ها از سال 2019 طراحی کرده اند. این پنل ها با دیزاین ساختمان تناسب بسیاری دارد. همینطور این فناوری در سال 2023 توسط شرکت BIPV Iran به ایران ورود کرده است.
| سال میلادی | ظرفیت نصب شده (گیگاوات) |
| ---------- | ----------------------- |
| ۲۰۰۵       | ۵٫۴                     |
| ۲۰۰۶       | ۷٫۰                     |
| ۲۰۰۷       | ۹٫۴                     |
| ۲۰۰۸       | ۱۵٫۷                    |
| ۲۰۰۹       | ۲۲٫۹                    |
| ۲۰۱۰       | ۳۹٫۷                    |
| ۲۰۱۱       | ۶۷٫۴                    |